# Villa González
Villa González es un municipio de la República Dominicana, que está situado en la provincia de Santiago.

## Localización
Está ubicado al pie de la ladera sur de la Cordillera Septentrional, a 14 kilómetros al noroeste de la ciudad de Santiago de los Caballeros, en la República Dominicana y tiene una extensión territorial de 104.13 km².

## Geografía
El 70% de la superficie del municipio es llana y el resto es montañoso. Sus suelos son profundos, sueltos, fértiles, de mediana retención de humedad y ricos en potasio. Las principales fuentes hidrográficas del municipio son los ríos Yaque del Norte, Alonsico, Las Lavas y Quinigua, y el arroyo Arrenquillo. En su territorio se destacan importantes hitos naturales como el Pico Diego de Ocampo, que es la mayor altura de la Cordillera Septentrional, con 900msnm, la cueva del Peñón y la boca de las Dos Lomas enclavadas ambas en la cordillera Septentrional, esto son reservas ecológicas.

## Clima
Se registra una precipitación promedio de 1,500 a 2,000 mm/año y una temperatura media entre 26 °C y 28 °C.

## Límites
Municipios limítrofes:
|               | Norte: Altamira                 |                                             |
| Oeste: Bisonó |                                 | Este: Altamira y Santiago de los Caballeros |
|               | Sur: Santiago de los Caballeros |                                             |

## Distritos municipales
Está formado por los distritos municipales de:
| Nombre         | Código   |
| -------------- | -------- |
| Villa González | 01250701 |
| Palmar Arriba  | 01250702 |
| El Limón       | 01250703 |

## Historia
Fue fundado con la denominación de Las Lagunas, ya que existían varios ríos y algunos charcos de agua, los cuales podrían considerarse como pantanos, razón por la cual era zona poco habitada. 
El 20 de enero de 1915, fue convertida en Distrito Municipal y comenzó a llamarse con la denominación actual para honrar así la memoria del fundador del lugar Don Manuel de Jesús González, pero por motivos políticos perdió esa categoría y un poco más tarde recobra su condición en el año 1958. Fue elevado al grado de municipio de Santiago en el año 1991. 

## Demografía
El municipio de Villa González, cuenta con una población aproximadamente de 33,577 habitantes. Su densidad poblacional es de 279.7 habitantes por kilómetros, donde el 60.3% de la población son menores de 30 años tiene 9,602 viviendas.

## Economía
La vocación del municipio de Villa González es principalmente agrícola. El cultivo más importante es el tabaco, y en menor escala, las siembras de habichuela, maíz, tomate, berenjena, plátano, yuca, aguacate y ají. La calidad del tabaco y los cigarros que produce Villa González es reconocida a nivel internacional. Este municipio cuenta con dos parques industriales de zona franca que concentran 7 empresas, con aproximadamente 1,783 empleados en total. Se destaca también la extracción de agregados para la construcción, y en menor medida, por la crianza avícola y porcina.
Villa González es una comunidad esencialmente agrícola, cimentada en el tabaco, en cuyo alrededor se han desarrollado procesos de industrialización y comercialización, la mayoría de su actividad económica se fundamenta en la exportación, generando una gran cantidad de divisas para el país y numerosos empleos. Produce alrededor del 50 por ciento del tabaco dominicano. La fábrica de cigarrillos y cigarros Compañía Anónima Tabacalera, está ubicada en el municipio y existen otras 15 fábricas de cigarros, algunas de las cuales se inscriben en el régimen de Zona Franca. 
El canal Ulises Francisco Espaillat irriga la mayoría de las tierras productivas del municipio lo cual ha permitido que además, del tabaco, la producción agrícola local, en menor medida, tenga otros productos como el maíz, habichuela, sorgo, batata, yuca y plátano. También se cuenta con producción pecuaria.

## Equipamientos sociales
Debido a su cercanía con la ciudad de Santiago, su equipamiento social es reducido, porque la población suele trasladarse a esa ciudad a obtener servicios de salud y educación. El equipamiento social de Villa González está conformado por el Liceo Secundario Milagros Hernández, 12 escuelas públicas y 6 colegios privados; el Hospital Municipal Dr. Napier Díaz, 3 policlínicas y 3 centros de atención privada; la Biblioteca Miguel Díaz; los campos de Softball Cuco Peña, de Béisbol Próspero Guzmán y las canchas de baloncesto Juan Pablo Duarte y Villa Nueva. 